# Mario di Britannia
Mario (in gallese Mayric) fu un leggendario sovrano dei britanni (74-125 d.C.) al tempo della dominazione romana della Britannia (odierna Inghilterra) come racconta Goffredo di Monmouth nella Historia Regum Britanniae.  Era figlio di re Arvirargo e regnò dopo la morte del padre.
È conosciuto come uno dei re saggi della Britannia e regnò quando i pitti giunsero nell'isola, giungendo con una flotta dalla Scizia ad Alba sotto la guida di Sodric, devastando poi quelle terre. Ciò provocò la dura reazione di Mario. Dopo numerose battaglie, Mario uccise Sodric e pose sul luogo della battaglia una pietra per ricordare la vittoria. Dopo di lui il territorio fu conosciuto col nome di Westmorland. Al popolo da lui sconfitto diede per insediarsi una piccola porzione del territorio di Alba conosciuto col nome di Caithness. Mario si rifiutò comunque di dare loro mogli britanniche e allora i pitti andarono a cercare donne in Irlanda.
Mario tenne anche buoni rapporti con Roma, pagando un tributo e portando grande rispetto ai cittadini romani. Seguì però le leggi dei suoi antenati e regnò con saggezza e giustizia. Alla sua morte gli successe il figlio Coilo.